# 黃崇雄
黃崇雄（1943年4月6日－），筆名蕭壟、蕭郎，台南縣將軍鄉人(現今的台南市將軍區)，曾在佳里國中、麻豆國中擔任歷史教師，現在已經退休。與黃勁連、羊子喬、陳豔秋、林佛兒等人同為重要的鹽分地帶作家。其文學創作，以小說為主，代表作品有〈一隻鳥仔哮啾啾〉、〈烏腳病房〉。其創作生涯相當短暫，目前呈現擱筆狀態。儘管如此，黃崇雄對於台灣文學的貢獻，仍然不容忽視，因為他長期不懈地投入鹽分地帶文藝營的籌備及講師工作；而鹽分地帶文藝營是台灣八〇年代及九〇年代非常重要的文藝營隊，也是台灣文學、台灣文化進入教育體制之前少有的傳承管道。

## 文學創作

### 著作
黃崇雄的創作主要以短篇小說為主，散文不多，新詩極少。曾經榮獲教育部小說創作獎。他的小說集有《一隻鳥仔哮啾啾》、《烏腳病房》。劇本有《五分仔車站》。黃崇雄的散文集，幾乎是應邀寫成的旅行文學作品，以台南市的人事物為題材，有《安平紅洋粧》、《府城遊吟》。

### 名作
其小說作品〈一隻鳥仔哮啾啾〉，被改編成電影劇本，由張志勇導演，知名的歌仔劇演員唐美雲及已故的布袋戲國寶大師李天祿都參與演出。這部影片榮獲行政院新聞局輔導金影片，之後榮獲第42屆亞太影展最佳影片、和平貢獻獎，也取得第34屆金馬獎評審團大獎、觀眾票選最佳影片、長春國際影展最佳男配角。
該片除了在電影院上映，也曾在鹽分地帶文藝營放映。

### 評價
台南縣立文化中心「南瀛作家作品集」的編輯群，相當肯定黃崇雄的文學成就，認為其作品「真切表現出對鄉土的熱愛，對同胞的關懷，充滿著悲憫入世的胸懷」。對於個別作品的評價方面，曾經將黃崇雄作品〈一隻鳥仔哮啾啾〉拍成電影的導演張志勇，非常讚賞黃崇雄的小說〈一隻鳥仔哮啾啾〉，他在為黃崇雄作品集《五分仔車站》作序時寫道：「看過黃崇雄的小說，無論從寫作技巧、文字琢磨、意識表達都有比『一隻鳥仔哮啾啾』更突出的作品，但『一隻鳥仔哮啾啾是我的最愛』。」張志勇也欣賞黃崇雄的劇作〈五分仔車站〉，認為該劇「作者筆端充滿深厚的鄉情，無限的人道關懷，偉大的人性闡揚」，若能拍成電影，必定能在台灣社會具有強大的感染力。

## 文學活動
黃崇雄不僅與文友羊子喬、杜文靖、黃勁連等人籌辦第一屆鹽分地帶文藝營，還長期投入鹽分地帶文藝營的籌辦工作，多次擔任營隊總幹事及講師。其令許多文友印象深刻的是，籌備首屆營隊期間，情治人員曾到現場，找場佈人員訊問，訊問結束以後，一些人嚇得不敢回到會場幫忙，黃崇雄、杜文靖與一些人卻對情治人員的威嚴、恐嚇、監視無動於衷，如期完成場佈工作。

除了參與文藝營隊事務，黃崇雄曾與黃勁連、黃崇雄、林芳年、羊子喬、林英良、陳艷秋、陳益裕、月中泉、黃三明、林財印、林神保、黃達人、梁錦德等人成立台灣筆會的第一個分會--鹽分地帶分會，想藉此發揚台灣文學，繼承故鄉前輩作家（如：吳新榮、郭水潭、林芳年、王登山等人士）在日治時期組織「台灣文藝聯盟佳里支部」的精神--關懷鄉土、使當地文風興盛。不過，該分會活躍時間不長，沒有幾年就沉寂下來，形同解散。

此外，黃崇雄曾撰寫〈思想起──光復後鹽分地帶兩次文學活動〉一文，以參與者的視角，詳細記錄1973年「第一屆全國詩人聯誼會」與1976年「南瀛文藝營」的活動流程、摘錄幾位講師的言論，以及摹寫晚會展演人士的精彩場面。在相關史料極度匱乏的情況之下，黃崇雄的文章能讓後人一窺這兩場文學活動的大致經過。

## 相關詞條
- 烏腳病
- 主流詩社
- 台灣筆會
- 鹽分地帶
- 鹽分地帶文藝營

## 出處及註解
1. ↑  黃崇雄/著，《府城遊吟》，愛書人雜誌社出版，出版年代沒註明。引用該書封面背後的作者介紹。
2. ↑  台南縣立文化中心「南瀛作家作品集」編輯群對黃崇雄文學的推崇之詞，收錄在小說集《烏腳病房》一書的作者介紹之中。
3. ↑  張志勇為《五分仔車站》一書所作的序言，收錄在該書的前面，引用的話語在第7頁。
4. ↑  引用的話語在《五分仔車站》的第9、10頁。
5. ↑  康詠琪/著，《鹽分地帶文藝營研究》，台南市政府文化局，2013年初版。
6. ↑  杜文靖/著，〈鹽分地帶文藝營記事〉，《第30屆鹽分地帶文藝營研習手冊》，吳三連史料基金會，2008年。
7. ↑  黃三明，〈台聯佳里支部 深具歷史背景：當時南北名流盛況空前〉，1988年5月，台灣時報副刊。
8. ↑  該文後來刊登在1979年5月25日某家的報紙副刊上。